# جائزة ألمانيا الكبرى 1990
جائزة ألمانيا الكبرى 1990 هو سباق فورمولا 1 أقيم بتاريخ 29 يوليو 1990 في حلبة هوكنهايم، ألمانيا الغربية. كان التاسع من أصل 16 في بطولة العالم لسباقات الفورمولا واحد موسم 1990. حلّ البرازيلي آيرتون سينا أولا بينما جاء الإيطالي أليساندرو نانيني في المركز الثاني وحصل على المركز الثالث النمساوي غيرهارد بيرغر.